# Beutellohe
Beutellohe (fränkisch: Baidl-loa) ist ein Gemeindeteil der Gemeinde Weihenzell im Landkreis Ansbach (Mittelfranken, Bayern). Beutellohe liegt in der Gemarkung Weihenzell.

## Geografie
Im Dorf entspringt ein rechter Zufluss des Thierbachs, der seinerseits ein rechter Zufluss des Mettlachbachs ist. 0,5 km östlich liegt das Waldgebiet Heegstall. Eine Gemeindeverbindungsstraße führt nach Thierbach (0,4 km nordwestlich) bzw. zu einer Gemeindeverbindungsstraße (2 km südlich) zwischen Weihenzell (0,6 km westlich) und Petersdorf (1,3 km östlich).

## Geschichte
Der Ort wurde 1281 als „Bůteloch“ erstmals urkundlich erwähnt. Das Grundwort des Ortsnamens „-lō(c)h“ (mhd.) bedeutet Hain, das Bestimmungswort „biute“ (ahd.) bezeichnet einen Bienenstock. Der Ortsname verweist also auf eine Lage in der Nähe eines Bienenwäldchens. Nach der Ortslage und dem Ortsnamen ist Beutellohe eine Rodungssiedlung des hohen oder späten Mittelalters.
Im 16-Punkte-Bericht des Oberamtes Ansbach von 1684 wurden für Beutellohe acht Mannschaften verzeichnet. Grundherren waren das Hofkastenamt Ansbach (4 Anwesen), das Stiftsamt Ansbach (1), ein Herr von Mohr (1) und der Geheime Rat Förster (2). Das Hochgericht und die Dorf- und Gemeindeherrschaft übte das brandenburg-ansbachische Hofkastenamt Ansbach aus.
Gegen Ende des 18. Jahrhunderts bildete Beutellohe mit Thierbach eine Realgemeinde. In Beutellohe gab es weiterhin 8 Anwesen und ein Gemeindehirtenhaus. Das Hochgericht und die Dorf- und Gemeindeherrschaft übte weiterhin das Hofkastenamt Ansbach aus. Grundherren waren das Fürstentum Ansbach (Hofkastenamt Ansbach: 2 Halbhof, 1 Gut, 1 Wirtschafts- und Schmiedgut; Stiftsamt Ansbach: 1 Gut) und Ansbacher Eigenherren (von Förster: 1 Gut, 1 Halbgut; von Mohr: 1 Gütlein). Es gab zu dieser Zeit 9 Untertansfamilien, von denen 6 ansbachisch waren. Von 1797 bis 1808 unterstand der Ort dem Justiz- und Kammeramt Ansbach.
Im Rahmen des Gemeindeedikts wurde Beutellohe dem 1808 gebildeten Steuerdistrikt Weihenzell und der 1811 gegründeten Ruralgemeinde Weihenzell zugeordnet. Ein Gesuch um Bildung einer eigenen Gemeinde zusammen mit Zellrüglingen wurde am 27. August 1833 abgelehnt.

### Baudenkmal
- Haus Nr. 14: eingeschossiges Wohnstallhaus, Halbwalm, Fachwerkgiebel, 1755[14]

### Einwohnerentwicklung
| Jahr      | 001818 | 001840 | 001861 | 001871 | 001885 | 001900 | 001925 | 001950 | 001961 | 001970 | 001987 | 001999 | 002011 | 002017 |
| Einwohner | 74     | 71     | *92    | 81     | 65     | 71     | 80     | 89     | 68     | 65     | 63     | 56     | 59     | 61     |
| Häuser    | 12     | 12     |        |        | 14     | 15     | 15     | 13     | 14     |        | 14     |        |        |        |
| Quelle    | [ 16 ] | [ 17 ] | [ 18 ] | [ 19 ] | [ 20 ] | [ 21 ] | [ 22 ] | [ 23 ] | [ 24 ] | [ 25 ] | [ 26 ] | [ 27 ] |        | [ 1 ]  |

## Religion
Der Ort ist seit der Reformation evangelisch-lutherisch geprägt und gehören bis heute zur Kirchengemeinde St. Mauritius, die eine Filiale von St. Martin ist. Die Einwohner römisch-katholischer Konfession waren zunächst nach St. Ludwig gepfarrt, seit 1970 ist die Pfarrei Christ König zuständig.